# Хельфрих, Карл

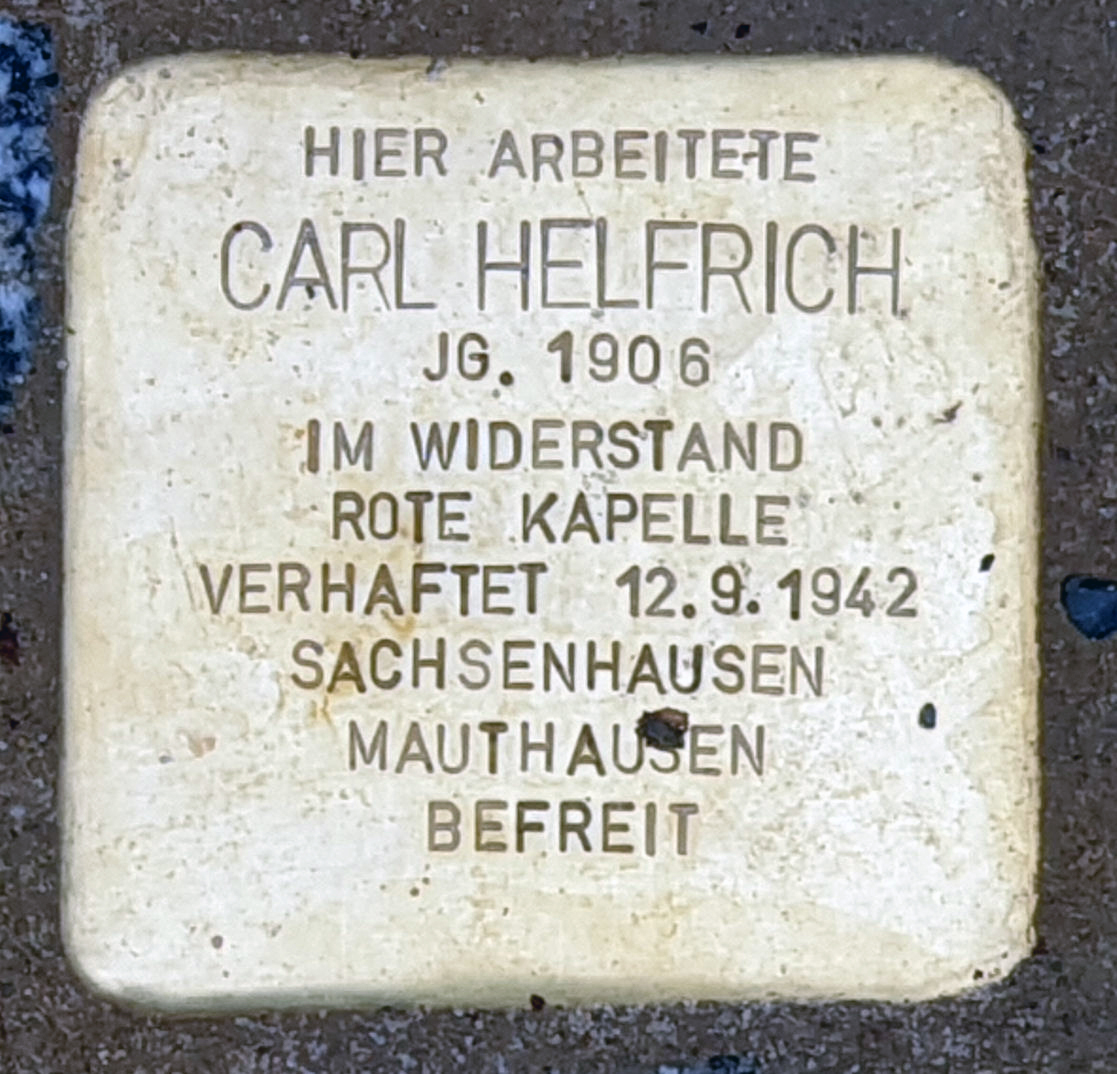
Памятная табличка на Вильгельмштрассе 92, район Митте, Берлин, Германия.

Карл Хе́льфрих (нем. Carl Helfrich; 13 августа 1906, Лампертхайм, Королевство Бавария, Германская империя — 31 мая 1960, Бад-Годесберг, Северный Рейн-Вестфалия, ФРГ) — деятель антифашистского Сопротивления в Германии, работавший на советскую разведку (сеть резидентур «Красная капелла»).

## Биография
Хельфрих был единственным ребёнком в семье, сыном железнодорожного служащего Георга Хельфриха и его жены Франциски. Учился в народной школе в Лампертхайме, высшей школе в Вормсе, а после оккупации областей на левом берегу Рейна в 1919 году — в реальном училище в Гернсхайме. На Пасху 1935 года в Хеппенхайме (Бергштрассе) сдал экзамены на аттестат зрелости. В Гейдельбергском университете изучал физику (у Филиппа Ленарда), математику и немецкий язык; в течение восьми семестров — философию в Университете Людвига в Гисене. В Гисене стал членом социалистической студенческой группы, с 1933 года занимался журналистикой. Занимая определённую политическую позицию, вынужден был сдавать государственные экзамены по естествознанию.
Будучи внештатным сотрудником франкфуртской газеты «Генераль-анцайгер», одновременно работал над диссертацией.
12 июня 1935 года в Гисенском университете защитил диссертацию на соискание степени доктора философии по научно-теоретическим проблемам на тему «Значение и понятие тип для гуманитарных наук». После этого был утверждён редактором «Генераль-Анцайгер», где, начиная с 1938 года, публиковал свои репортажи по внутренней политике. Писал также для газет «Берлинер Тагеблатт» и «Франкфуртерцайтунг».
Женился на Генриэтте Зиннер. В период своего сотрудничества во франкфуртских газетах познакомился с Ильзой Штёбе. С конца 1938 года — варшавский корреспондент «Франкфурт Цайтунг».
С 1940 года — сотрудник Министерства иностранных дел в Берлине, где работал в реферантуре Рудольфа фон Шелиа советником по делам печати. Хельфрих тесно дружил с Ильзой Штёбе, с которой он совместно проживал на её квартире в Шарлоттенбурге на Ахорналлее, 48.

### Арест
Арестован 12 сентября 1942 года в Министерстве иностранных дел вместе с Ильзой Штёбе. Доставлен в Центральное гестапо на Принц-Альбрехтштрассе, 8. После ареста без суда в 1943 году для дальнейшего отбывания наказания отправлен в концлагерь Заксенхаузен (спецбарак Целленбау). В конце 1943 года направлен в концлагерь Маутхаузен.

### Освобождение
Освобождён 7 мая 1945 года американской армией. Был руководителем «Немецкого комитета» в лагере; с помощью Юлии Буссе способствовал освобождению немецких заключенных, о которых забыли американцы.
После освобождения, в августе 1945 года, переведён в лагерь Красной Армии.

### После войны
Вернулся в Берлин в сентябре 1945 года, где стал редактором газеты «Берлинер-Цайтунг». В ноябре 1945 года — один из основателей и главный редактор газеты «Курьер». В 1948—1961 годах — главный редактор культурно-политического еженедельного журнала «Зоннтаг».
С 1946 по 1950 год состоял в браке с Бригиттой Шульц, имел сына.
Сооснователь общества «Гельмут фон Берлах гезельшафт», в прессе которого освещались германо-польские отношения. В 1952 году переселился в ФРГ, где работал на радиостанции «Hessischer Rundfunk» заместителем главного редактора и руководителем Боннского бюро. С 1953 года был женат на Эдит Хельфрих. Имел от этого брака дочь.
Умер 31 мая 1960 года в Бад-Годесберге близ Бонна.

## Видео
- «Альта» против Рейха на YouTube